# Ōuchi-juku
Ōuchi-juku (大内宿 'Ōuchi-juku'?) fue una pequeña "Post Station" (es una especie de pueblo que recibe los correos de los lugares que no tienen código postal y su principal función es distinguir entre los nombres de la localidad o los de las calles en direcciones que no incluyen un código postal) en el periodo Edo en Japón y estación intermedia de la carretera Aizu Nishi Kaidō. y es famosa por sus numerosas construcciones hechas de paja, que son tradicionales del periodo Edo y se localizan alineadas en su calle principal.

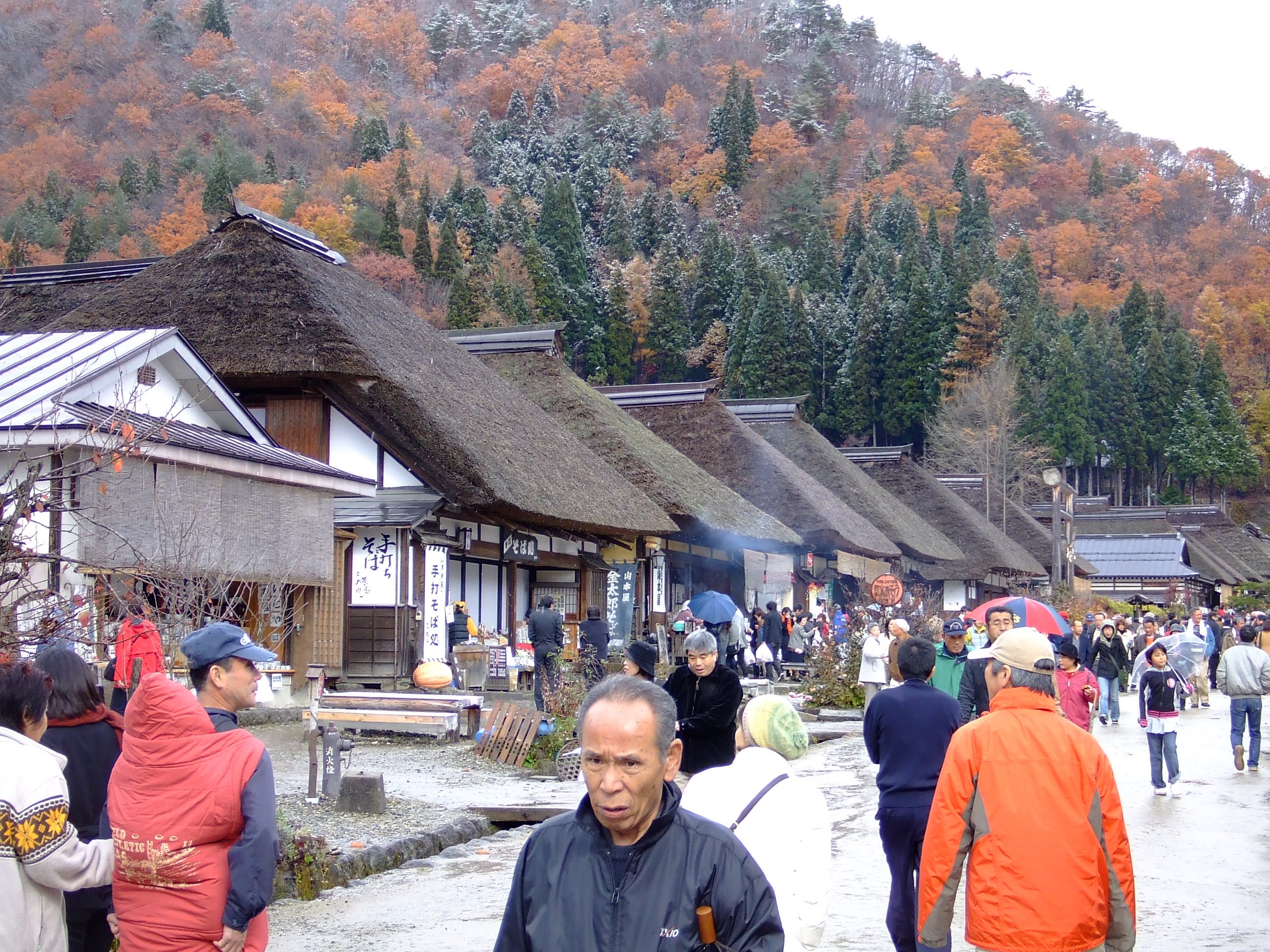
Calle principal en Ōuchi-juku

Ōuchi-juku se encuentra ubicado en la actual población de Shimogō en la prefectura de Fukushima.

## Historia
Ōuchi-juku fue una importante post ciudad donde sus edificios sirvieron como tiendas, posadas y restaurantes para los viajeros. Muchos de los edificios se han conservado como estaban antes de la restauración Meiji, lo que después se designó por grupos sobre edificaciones tradicionales (Important Preservation District for Groups of Traditional Buildings) como uno de los más simbólicos pueblos de la región . Ahora el pueblo es una popular atracción turística.

## Galería

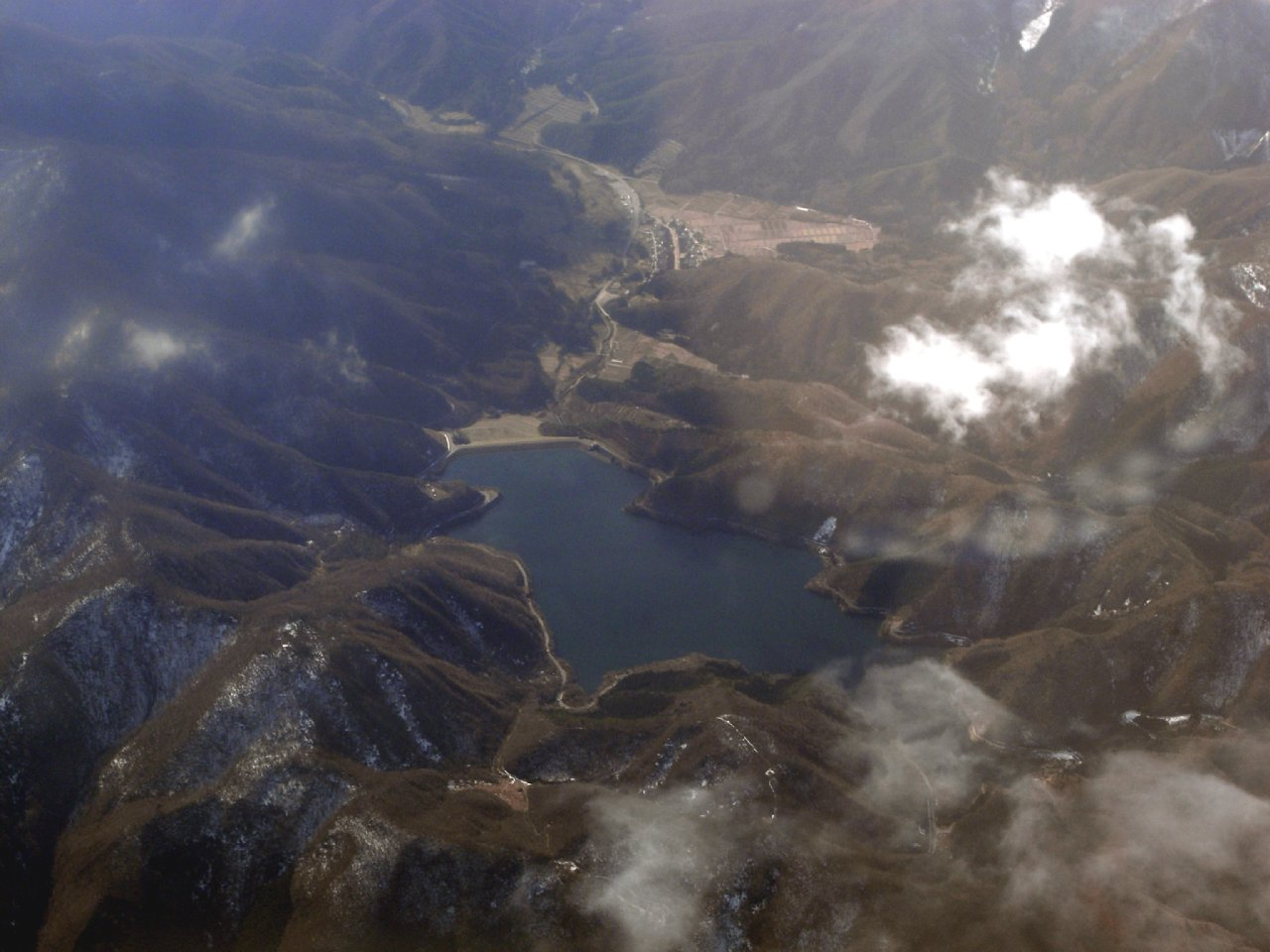
La estación arriba de la represa Ōuchi
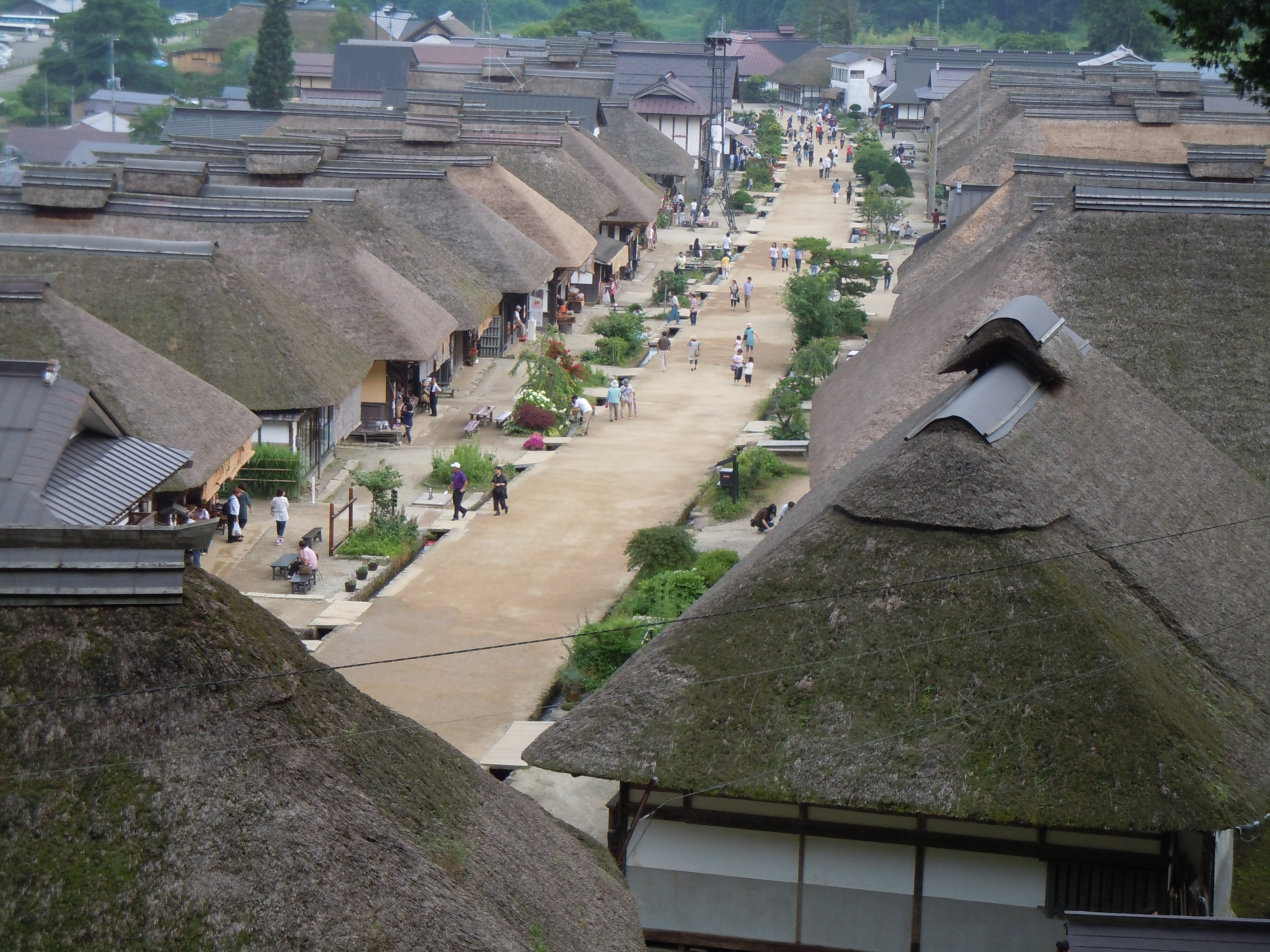
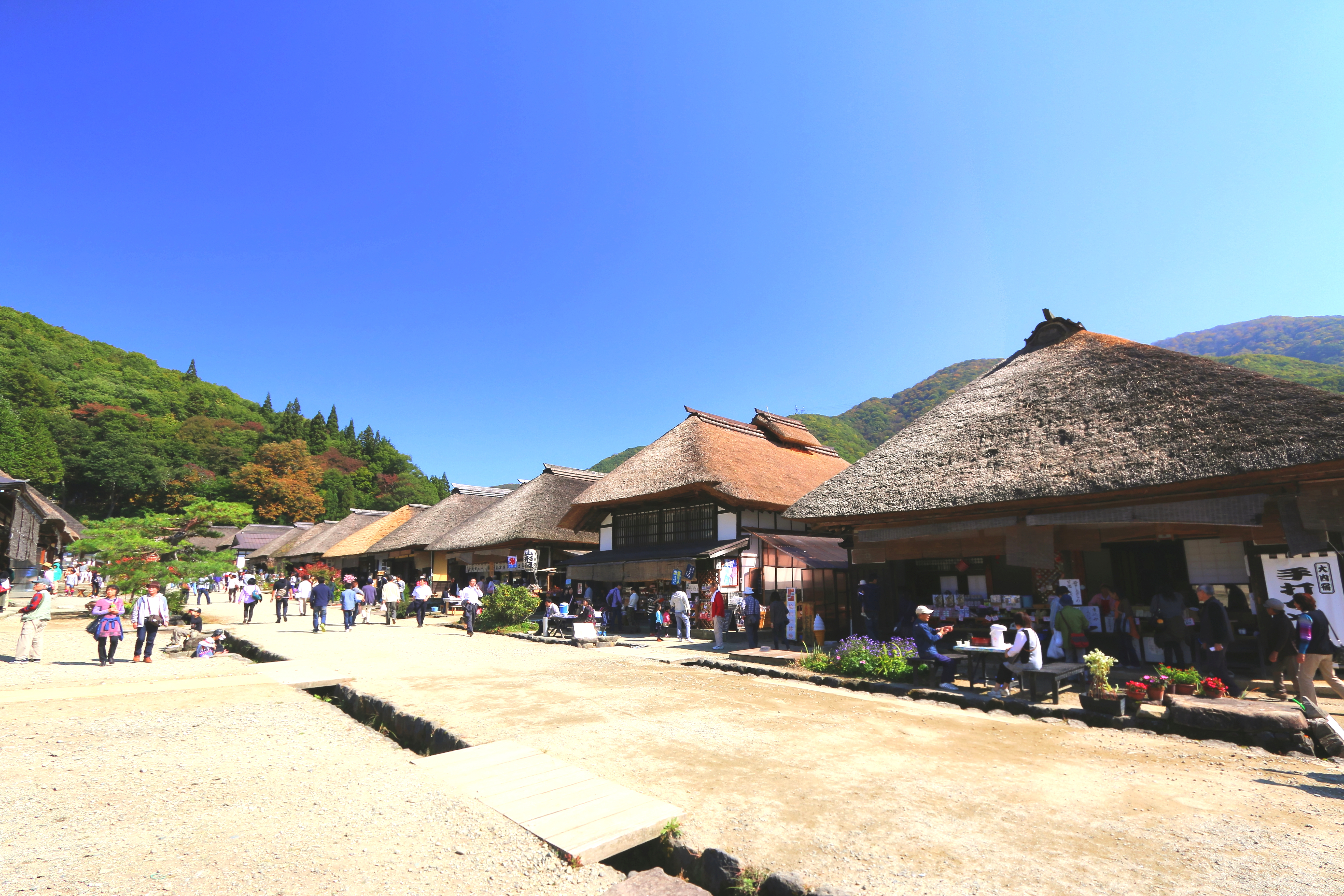
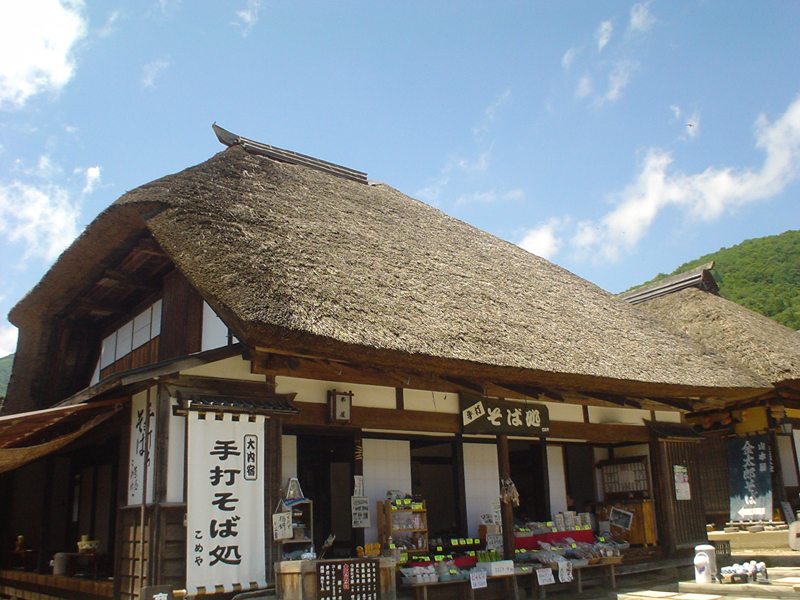
Tienda de soba (そば屋)
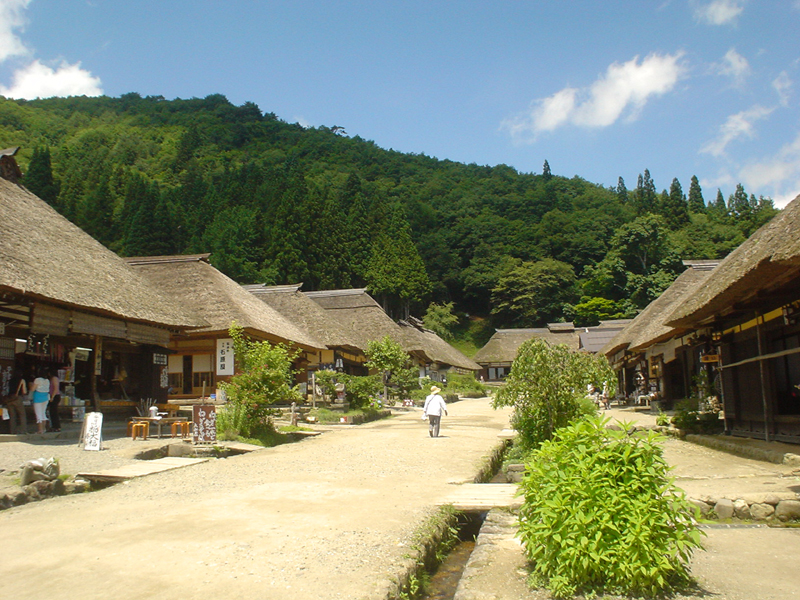
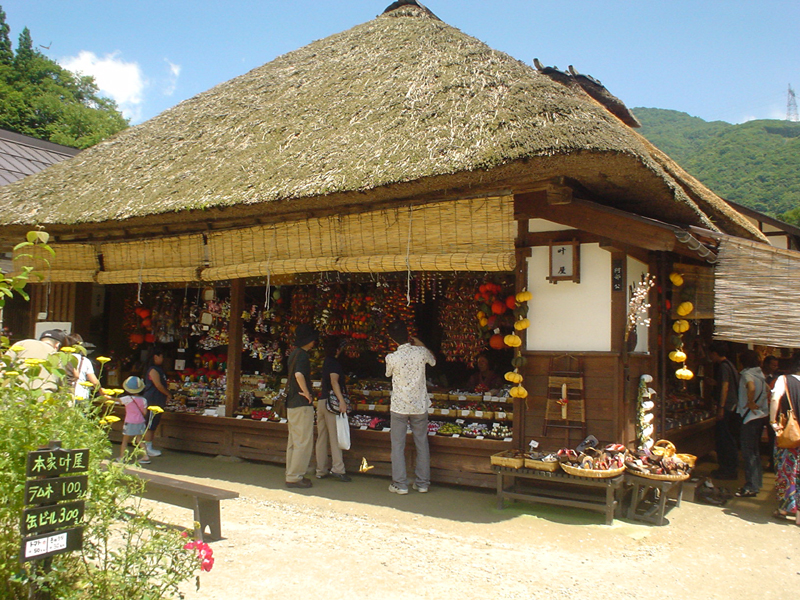
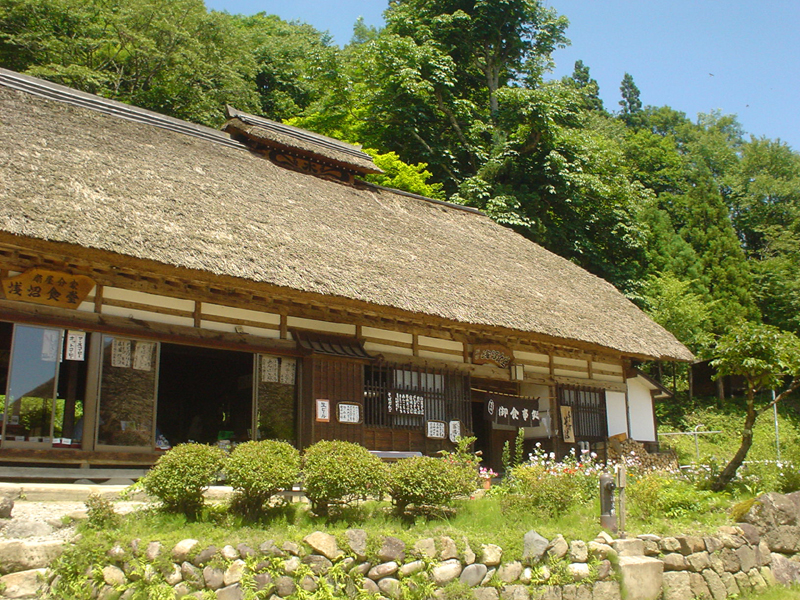
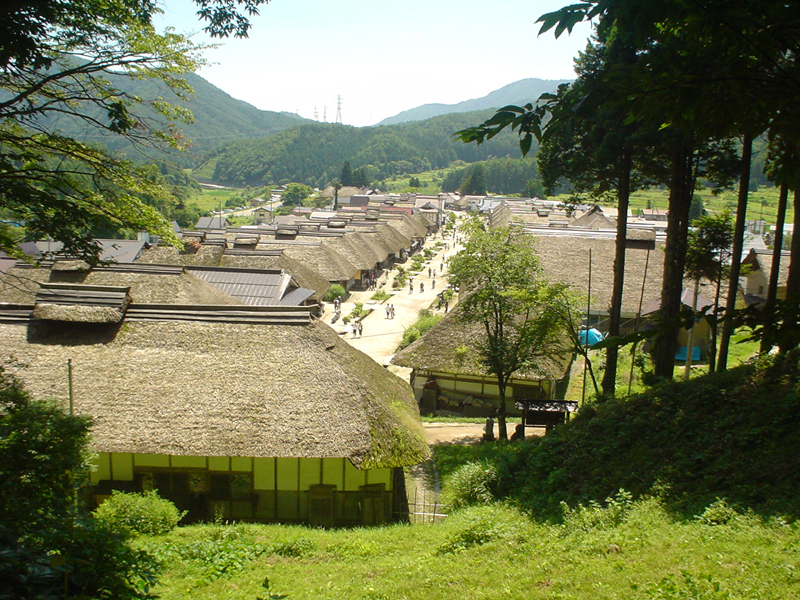
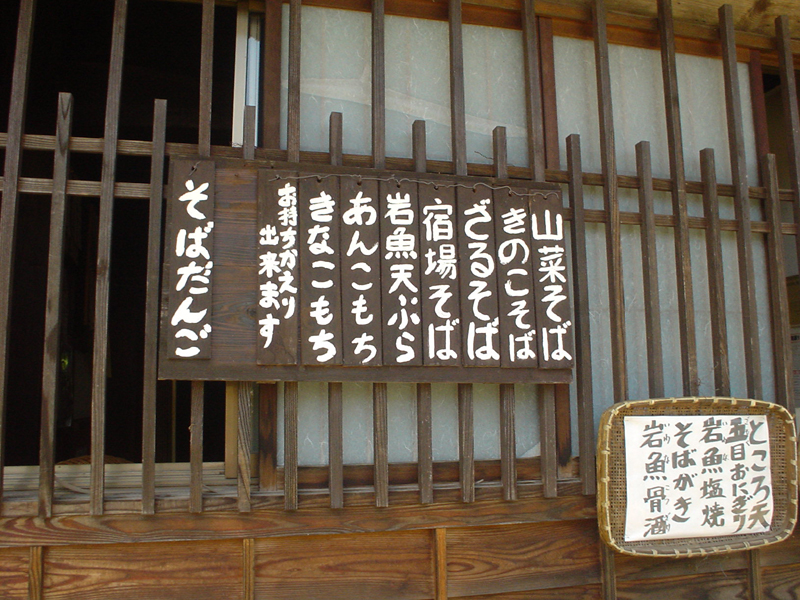
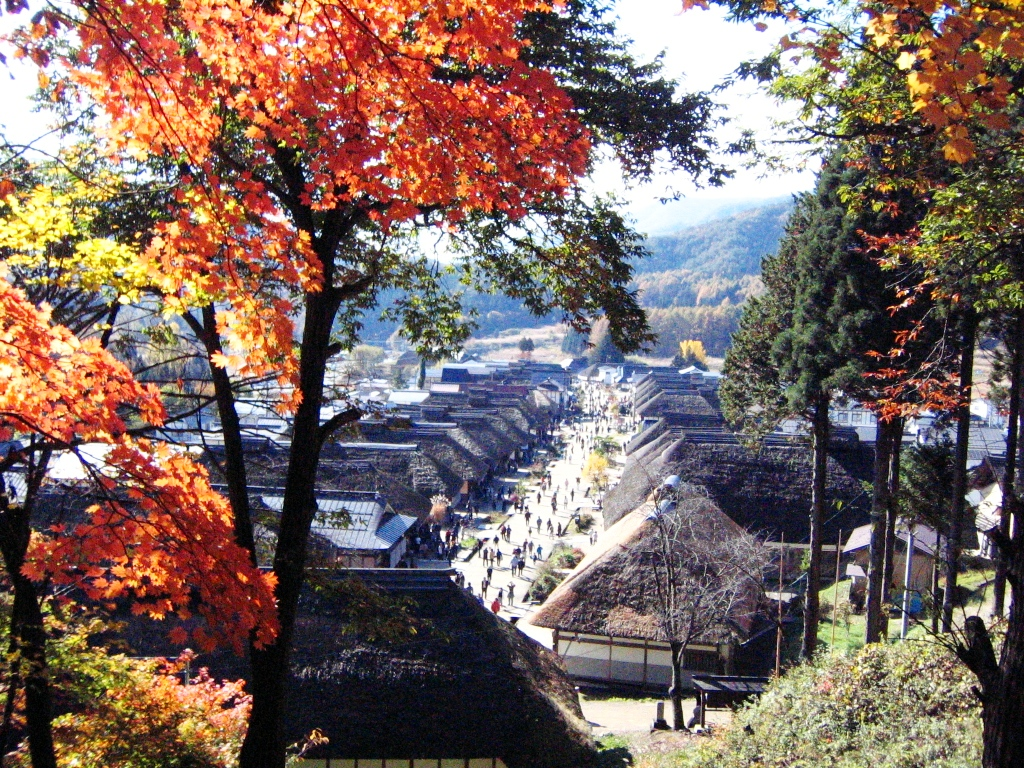
Ōuchi-juku en otoño